# Żmijowiska (województwo podkarpackie)
Żmijowiska – wieś w Polsce położona w województwie podkarpackim, w powiecie lubaczowskim, w gminie Wielkie Oczy.
W II Rzeczypospolitej wieś w powiecie jaworowskim województwa lwowskiego. W 1944 nacjonaliści ukraińscy z OUN-UPA zamordowali tutaj 30 Polaków.
W latach 1975–1998 miejscowość należała administracyjnie do województwa przemyskiego.

## Zabytki
We wsi znajduje się cerkiew pw. Zaśnięcia N.M.P.
Zabudowania miejscowości leżą około 1 km od granicy z Ukrainą.

## Religia
- Kościół rzymskokatolicki – wierni należą do parafii Niepokalanego Poczęcia NMP w Wielkich Oczach.
- Świadkowie Jehowy w Polsce